# United Airlines
United Airlines és un aerolínia nord-americana que té el seu centre de connexió principal a Chicago, Illinois, als Estats Units. Hubs / Aeroports principals: Chicago O'Hare (ORD), Denver (DEN), San Francisco (SFO), Washington D.C. Dulles (IAD) i Los Angeles (LAX). United Airlines ha passat per una època difícil, perquè després dels Atacs terroristes de l'11 de setembre de 2001 als Estats Units, United i American Airlines van perdre molts diners, ja que van ser les aerolínies amb avions segrestats per a atacar el World Trade Center. És membre de la Star Alliance.